# Charles Van Son
Carolus Ludovicus Julius „Charles“ Van Son (* 23. Januar 1902 in Gent; † 22. September 1970 ebenda) war ein belgischer Ruderer.

## Biografie
Charles Van Son nahm an den Olympischen Sommerspielen 1928 in Amsterdam teil. Er startete mit Theo Wambeke, Alphonse De Wette, Maurice Delplanck und Jean Bauwens in der Vierer mit Steuermann-Regatta. Die Crew schied im Viertelfinale aus.